# Elias Lasisi
Elias Lasisi (Leuven, 9 januari 1992) is een Belgisch basketballer.

## Carrière
Lasisi begon zijn profcarrière bij de Leuven Bears waar hij tussen 2009 en 2015 speelde. Van 2015 tot 2017 speelde hij bij Limburg United. In 2017 was hij kort aan de slag bij het Franse ESSM Le Portel voordat hij terug keerde naar België en bij landskampioen BC Oostende ging spelen. In de volgende twee jaar werd hij twee keer landskampioen en won een keer de beker. Hij raakte in 2019 betrokken bij een incident waar hij een duw gaf aan een scheidsrechter en werd geschorst voor de rest van het seizoen maar die straf werd uiteindelijk herzien.
In 2019 trok hij naar Duitsland en ging spelen voor BG Gottingen nadien speelde hij nog een seizoen voor Crailsheim Merlins, in 2020 speelde hij vier weken voor Brose Bamberg. Hij verlengde zijn contract met een jaar bij de Crailsheim Merlins. In 2022 maakte hij de overstap naar USC Heidelberg, ook in het volgende seizoen 2023/24 speelde hij bij Heidelberg. In de zomer van 2024 keerde hij terug naar de Belgische competitie en tekende bij de Antwerp Giants.

## Privéleven
Zijn broer Idris Lasisi was ook een basketballer.

## Erelijst
- Belgisch landskampioen: 2018, 2019
- Belgisch bekerwinnaar: 2018